# Linfoma de células T associado a enteropatia
Linfoma de células T associado a enteropatia (EATL) é um tipo de linfoma das células T que afeta o intestino delgado. É o tipo mais comum de linfoma das células T gastrointestinais, partindo dos linfócitos T entre as células que revestem o intestino delgado.